# Kilómetro 117
Kilómetro 117 era una localidad rural argentina del departamento de Sarmiento, Provincia del Chubut. En la escritura era común abreviarlo como Km 117.
Como punto poblacional se desarrolló gracias a la instalación del apeadero km 117 del Ferrocarril de Comodoro Rivadavia. Aunque no alcanzó a configurar un pueblo con centro poblacional, la localidad se conformó por la sumatoria de estancias y boliches . Estos distintos puntos ubicados a una distancia cercana y en forma dispersa en su conjunto conformaron la localidad rural.

## Toponimia
La localidad tomó su nombre del apeadero ferroviario. El motivo de esta denominación se debió a la distancia justa de 117 kilómetros que las vías alcanzaban aquí desde la estación matriz. Mientras que su otro nombre Bomba fue menos usual y proviene del sistema de extracción para captar agua de las napas. Líquido vital  para alimentar a la maquinaria de vapor.Esta segunda denominación más informal no alcanzó a nominar a a la localidad.

## Geología
La zona de "Km 117" era crucial porque las napas abundantes que posee la zona aseguraban agua ilimitada que era extraída a una  profundidad sencilla de 21 metros. Esto se debe que el ferrocarril en 200 km de desierto patagónico solo podía abastecer sus locomotoras a vapor en este punto, "Kilómetro 162", Escalante, Pampa del Castillo y la terminal de Sarmiento.

## Historia

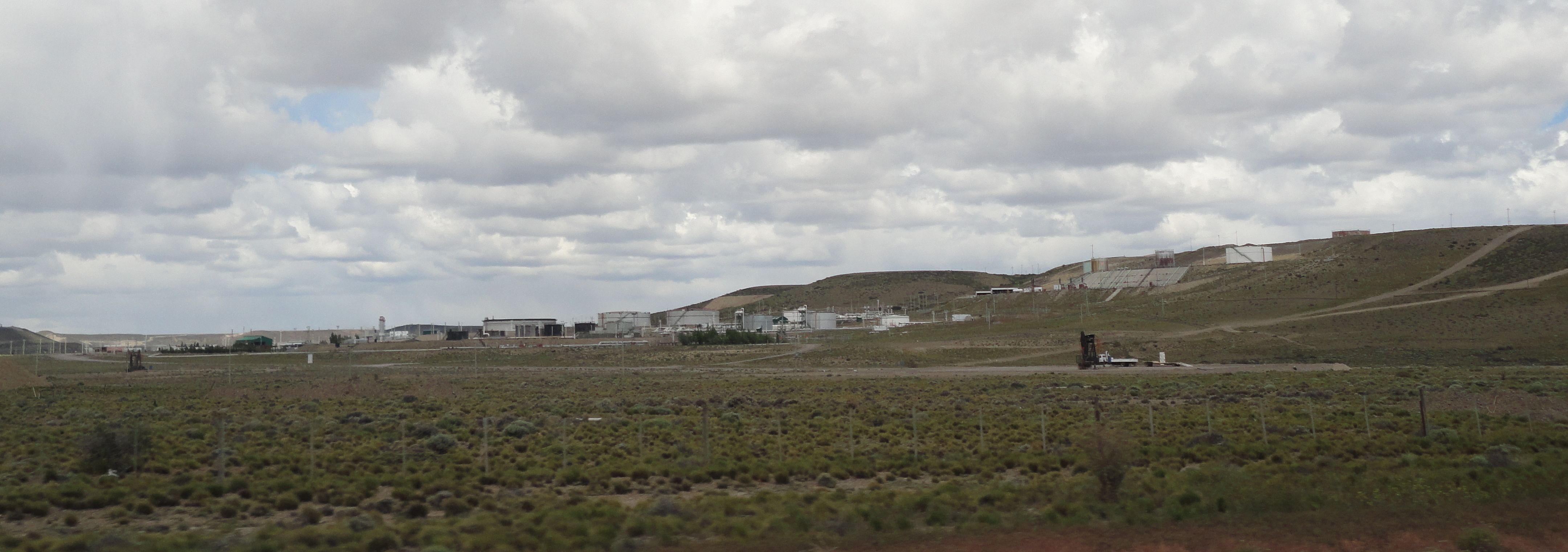
Vista de Cerro Dragón desde la ruta 26. La vista es mirando rumbo km 117 que se ubica a tras de las meses en dirección recta.

La localidad nació gracias a la instalación del apeadero homónimo emplazado en el kilómetro 117 de la vía. El mismo fue un punto clave del Ferrocarril de Comodoro Rivadavia durante el uso imperante de tecnología a vapor que exigía grandes cantidades de agua; y que en este punto se haya a la profundidad de ventajosa. El ferrocarril comenzó a ser construido en el año 1910 y desde 1912 los rieles ya había llegado a la zona. Como resultado, se planificó el vital apeadero. Para 1914 la línea de casi 200 kilómetros fuera inaugurada, mediante un tren especial que tardó 5 horas, el 25 de mayo de ese año.La zona de km 117 se dedicaba plenamente a la ganadería y producción lanar en sus inicios. Posteriormente, la zona cobró gran relevancia cuando se descubrieron entre 1928 y 1936 los grandes yacimientos del llamado flanco norte, como Cañadón Perdido, Diadema Argentina, Escalante, Manantiales Behr, El Trébol, Pampa del Castillo, El Tordillo, etc.Con los años algunas localidades como Campamento Pampa del Castillo y Cañadón Lagarto prosperaron frente al clima riguroso. Ya para segunda mitad la mayoría de las localidades había prácticamente desaparecido por el declive del ferrocarril frente al transporte automotor que acaparó gran parte del transporte de productos agropecuarios. En particular, el área de km 117 se encausó dentro del gran yacimiento Cerro Dragón: el mayor yacimiento petrolero en el país y el tercero en producción de gas. Descubierto en 1957, cuenta con una superficie que abarca 3.400 kilómetros cuadrados y suma más de 70 años aportando producción.
Aún para 1951 su población era contada entre las pocas localidades que la línea Comodoro Rivadavia a Colonia Sarmiento recorría. Para 1957 las únicas poblaciones considerables del ramal se concentraron en torno a Comodoro y Sarmiento; estando todas las demás poblaciones como esta consideradas de poca relevancia o ya despobladas.A partir de la segunda mitad del siglo XX todas las localidades que nacieron con el ferrocarril decayeron rápidamente a causa de la merma del ferrocarril frente a los automóviles vistos como rápidos, regulares y con un servicio puerta a puerta. Para completar la ecuación desfavorable las líneas patagónicas no tenían población significativa ni en la suma total de sus localidades.
Esto se terminó confirmado en el informe del Ferrocarril Patagónico efectuado en 1957. El mismo enumera las localidades significativas de todo el Ferrocarril de Comodoro Rivadavia a Sarmiento. La lista solo menciona a Comodoro, los barrios-localidades comodorenses y Sarmiento. En tanto, las demás poblaciones intermedias entre ambas punta de rieles fueron clasificadas como rurales y con la simple descripción escasa población.
Uno de los últimos registros de la población en el ferrocarril se dio en un mapa del instituto geográfico militar de los años 1960. En este documento se escribió el nombre de la estación-localidad ya no aparecía.
El apeadero que formaba parte del Ferrocarril de Comodoro Rivadavia que comenzó a funcionar en el año 1910 y que fue cerrado definitivamente en el año 1978. Luego del cierre definitivo del ferrocarril en 1978, todas las instalaciones sobrevivieron algún tiempo intactas.Ni bien cerrado definitivamente el ferrocarril, la localidad fue olvidada y no fue mencionada más a pesar de mantener algo de población. En cambió, para referirse a hechos que acaecen en esta zona se hace referencia genérica a Cerro Dragón como localidad y yacimiento. De este modo, la denominación original de la localidad se perdió completamente en favor del gran yacimiento.

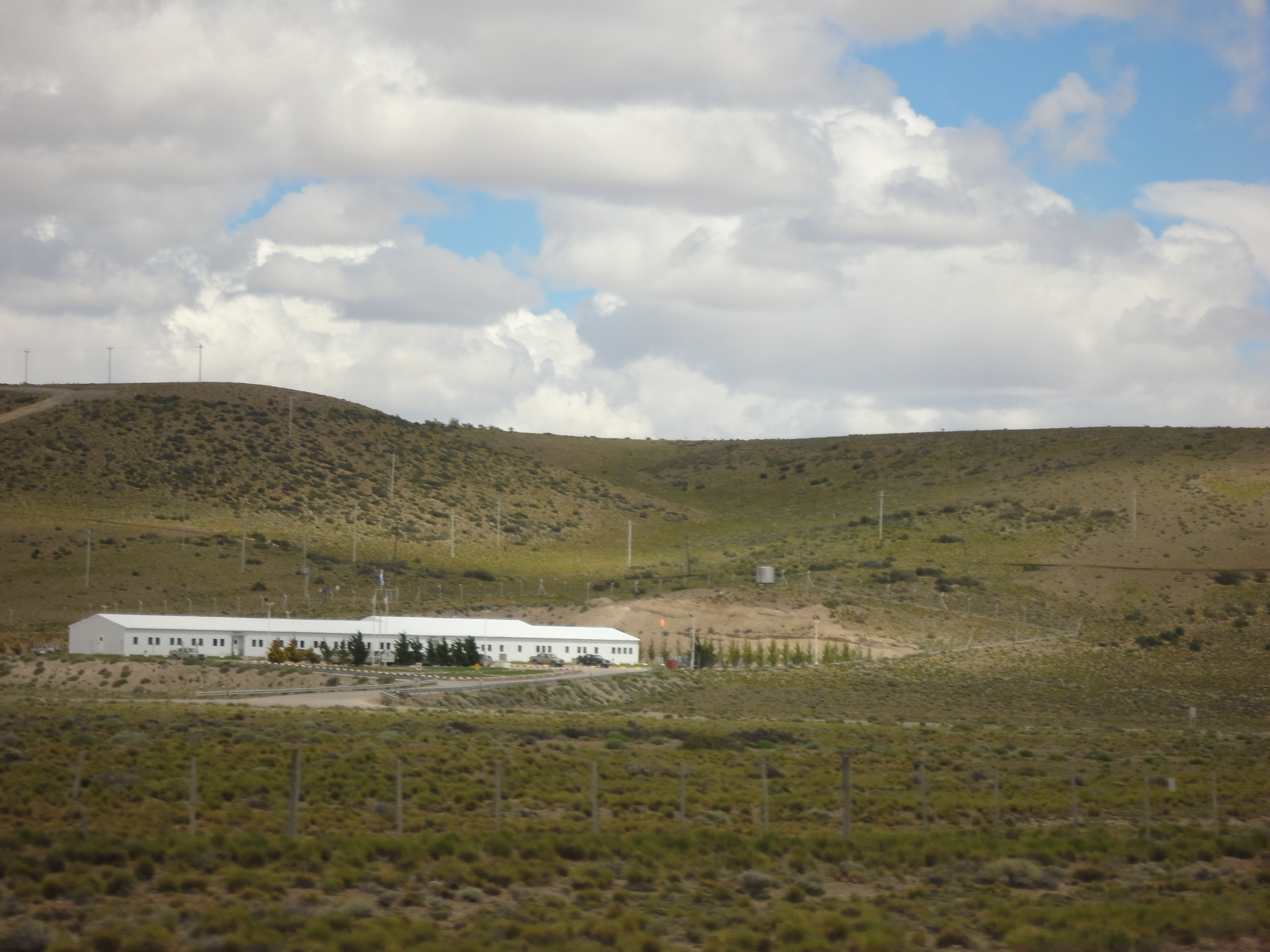
Paisaje antropizado por la industria petrolera en Cerro Dragon.

Para los años 1990 las estaciones y apeaderos del ferrocarril tenían sus instalaciones aun conservadas. Cada punto del ferrocarril tenía caminos y eran de fácil acceso. A pesar de estar en tierras privadas eran accesibles. Todos estos puntos se constituían como museos a cielo abierto; que gracias a sus basureros históricos daban muestras de como era la vida cotidiana en los pueblos del ramal. La situación de conservación aceptable del ferrocarril que se mantuvo en los años 1990 fue retratada en un mapa que recogió gran parte del trazado ferroviario y los principales puntos. Sin embargo, ya mostraba un trazado incompleto solo conservado bien desde un sector Ciudadela hacia Diadema; mientas que había tramos parciales desde Ciudadela hacia Comodoro y Astra. Por último, el mapa informó que Pampa del Castillo, Escalante y Diadema fueron los únicos puntos poblacionales relevantes entre Sarmiento y Comodoro, confirmando la caída de importancia y población de las demás localidades.
Lamentablemente, la industria petrolera alteró las condiciones y el más grande de los basural histórico se fue perdiendo. El golpe de gracia de este y la mayoría de estos lugares histórico vino con el levantamiento ordenada por Das Neves en 2006.
Si bien se habló de muchos intentos por reactivar la zona con la implementación del nuevo ferrocarril Transpatagónico, el planteo no prosperó. Luego del cierre total del ferrocarril se hicieron promesas e ilusiones de que el ramal podría volver a reabrir o por lo menos sería replanteado bajo la creación del Mediante el decreto 309/98, del Poder Ejecutivo Nacional, aprobó los términos de referencia que presentó la empresa Canarail Consultants Inc. de Canadá la que realiza un proyecto de factibilidad de un Ferrocarril Transpatagónico. El nuevo tendido fue pensado partiendo desde la localidad de Choele-Choel vinculándola con los puertos de San Antonio Oeste, San Antonio Este, Puerto Madryn, Comodoro Rivadavia y Río Gallegos. Sin embargo, el proyecto cayó en el olvido ante la grave crisis política y económica sufrida desde 1998 y la posterior devaluación. En solo unos años de la gran expectativa se pasó  al levantamiento del ramal Comodoro Rivadavia – Sarmiento. El mismo fue solicitado en julio de 2004 por el Gobierno provincial de Mario Das Neves al Organismo Nacional de Administración de Bienes del Estado. La autorización se obtuvo a comienzos del año 2005 por medio del subsecretario de Transporte Ferroviario de la Nación, Julio Tito Montaña. Los restos que perduraban de la línea comenzaron a ser desmontados desde 2005 hasta 2006 por la firma Natura Ecology, en el marco de un convenio con la Secretaría de Turismo, por el cual la empresa se comprometía a desmontar el ramal y trasladar 46 mil durmientes a la localidad de El Maitén para rehabilitar La Trochita. El costo de ese trabajo era de 700 mil pesos y sería pagado con rezagos del desguace. El convenio mencionado no fue tratado por la Legislatura Provincial. La tramoya política produjo la pérdida de tramos históricos que perdieron los rieles y durmientes; dicha maniobra se ejecutó sin dar aviso a los pobladores que nada sabían sobre la compra de rieles, y que consideraban al mismo como patrimonio histórico de la región. Además, el convenio no fue respetado y 46 mil durmientes y vías nunca llegaron a El Maitén. El funcionario encargado de la Secretaría Juan Carlos Tolosa fue desvinculado de su cargo.
En el año 2006 levantamiento había arrasado casi toda la línea ferroviaria, y la reacción tardía de la ciudadanía llegó. Una medida solicitada a la justicia intervino para detener el saqueo justo en estación Enrique Hermitte. Gracias a esto el levantamiento de vías y durmientes del ferrocarril se detuvo, ya que no se cumplieron con los requisitos estipulados por ley. De este modo, se pudo conservar casi en su totalidad los últimos 30 kilómetros de vías históricas desde kilómetro 162 hasta inmediaciones de Sarmiento. Sin embargo, ya era tarde para gran parte de tendido ferroviario que prevalecía abandonado en km 117. Como resultado, el lugar quedó desprovisto de su espíritu ferroviario que era patrimonio histórico.